# علي بوصابون
علي بوصابون (مواليد 11 يونيو 1979) هو لاعب كرة قدم هولندي مغربي يلعب حالياً مع هاجلانديا في دوري الدرجة الرابعة الهولندي.
ولد في طنجة، المغرب. لعب مع أدو دين هاغ وغرونينغن وناك بريدا وفاينورد والوكرة أوترخت والنصر. انضم إلى النادي الذي يتخذ من دبي مقراً له في يوليو 2009 بعد انتهاء عقده مع أوترخت. عاد إلى هولندا بعد عام واحد حيث وقع عقدًا مع ناك بريدا في الدوري الهولندي الممتاز.